# Boeckosimus affinis
Boeckosimus affinis är en kräftdjursart som beskrevs av Hansen 1887. Boeckosimus affinis ingår i släktet Boeckosimus och familjen Lysianassidae. Inga underarter finns listade i Catalogue of Life.